# نورية الصبيح
نورية صبيح بَرّاك الصبيح تربوية وأستاذة كويتية، تعد ثاني وزيرة في تاريخ الكويت بعد معصومة المبارك. وهي أيضا صاحبة فكرة النظام الثانوي الموحد . حاصلة على شهادة الليسانس بالآداب والتربية من جامعة الكويت 1975 ودبلوم تربية عام 1976.

## حياتها المهنية
بدأت حياتها المهنية في وزارة التربية كمدرسة تاريخ عام 1975 - 1980. ثم تمت ترقيتها مديرة مساعدة (وكيلة) عام 1980 - 1984. ثم أصبحت بعد ذلك مديرة مدرسة متوسط وثانوي عام 1984 - 1986. ثم تمت ترقيتها إلى مراقبة الشؤون التعليمية في محافظة العاصمة 1986 - 1990. ثم عينت مديرة إدارة التنسيق ومتابعة التعليم العام عام 1991 - 1993. ومن عام 1993 إلى عام 2000 مدير عام منطقة حولي التعليمية. وكانت آخر وظيفة لها الوكيل المساعد للتعليم العام عام 2000 - 2006. وقدمت استقالتها بسبب الوزير السابق للتربية والتعليم العالي د. عادل الطبطبائي الذي نقلها من وظيفتها هذه إلى وظيفة أخرى. وفي 26 مارس 2007 تم تعيينها وزيرة التربية ووزيرة التعليم العالي لدولة الكويت، باعتبارها الشخص المناسب في المكان المناسب، لما لديها من رؤية واضحة وخبرة تعليمية غنية لانها مارست العمل الميداني، كما سبق ان تدرجت في التسلسل الوظيفي حتى تبوأت أعلى المناصب في وزارة التربية.أثارت جدلا في مجلس الامة من قبل نواب إسلاميين في مجلس الأمة الكويتي لرفضها أرتداء الحجاب أثناء أداء القسم لتسلمها مهام منصبها كوزيرة عام 2007.

## طفرة
أحدثت د.نورية الصبيح بعد توليها منصبها الوزاري طفرة تعديل عملاقة في وزارة التربية الكويتية والتي كانت تغط في سبات عميق قبل توليها المنصب وأهم تلك التعديلات هي قيامها بإلغاء النظام الثانوي العام ونظام المقررات واعتماد النظام الموحد الذي لاقى اعتراض شديد في بدايته ولكنه أثبت مدى قوته بعد تخرج الدفعات الأولى منه
تمتعت د.نورية الصبيح بشعبية كبيرة بين الطلبة وبالأخص طلاب الثانوية بعد أن أعادت الحياة للوزارة بعد إلغاءها القرارات الميتة والتي باتت لا تواكب العصر الحديث واستبدلتها بقرارات جديدة مناسبة .

## الاستجواب
صعدت الوزيرة نورية الصبيح منصة الاستجواب في 8 يناير 2008, وقام باستجوابها النائب سعد الشريع. يتضمن الاستجواب أربع محاور وهي:
1. التهكم على المؤسسة التشريعية وتضليل النواب.
2. تجاوزات إدارية وقانونية.
3. تراجع التعليم.
4. التعدي على ثوابت المجتمع وقيمه.

ومن أهم ماجاء بمحاور الاستجواب، قيام فتاة تبلغ من العمر 12 سنة، كتبت عبارات غير لائقة على كتاب تفسير للقران الكريم، وقامت المدرسة بنقل الطالبة إلى مدرسة أخرى وقامت الوزيرة بإيقاف القرار ولكن الوزيرة ردت على هذا المحور مصرحة بأنه لم يثبت أن الفتاة هي من قامت بتدنيس القرآن وتجد اللجنة المختصة صعوبة بمطابقة خط الفتاة بالخط المكتوب على القرأن الكريم. وحادثة اعتداء ثلاثة عمال من جنسية آسيوية على أطفال بالمرحلة الابتدائية بالاغتصاب، وما تلى ذلك من إنكار الوزيرة للحادثة ووصفها بأنها مفبركة من النواب. وردت الوزيرة نورية الصبيح على هذا الكلام، بأن البيان الأول كان بسبب الأدلة الأولية وعدم اعتراف العمال بالحادثة، ولكن بعد اعترافهم بالحادثة أصدرت بيان اعتذرت فيه وأكدت حدوث الحادثة.
بعد انتهاء الفترة الزمنية المخصصة للنائب وللوزيرة وقيامهم بالتعقيب على كلامهم. بدأ الجزء الثاني من الاستجواب وهو قيام ستة نواب ثلاثة مؤيدين للاستجواب وهم المتحدث باسم كتلة العمل الشعبي النائب مسلم البراك والنائب المستقل علي الدقباسي والنائب صالح عاشور، وثلاثة معارضين للاستجواب وهم محمد الصقر وعلي الراشد وخلف دميثير. استمر الاستجواب مدة 9 ساعات صمدت الوزيرة خلالها وردت على محاور الاستجواب وفندتها جميعها ويرى البعض أنها لم تفند جميع المحاور. وانتهى الاستجواب بتقديم عشرة نواب طلب بطرح الثقة عن وزيرة التربية نورية الصبيح وهم يمثلون الكتلة الإسلامية المستقلة (عبد الله عكاش وضيف الله بورمية)، وكتلة العمل الشعبي (مسلم البراك ومحمد الخليفة وأحمد الشحومي)، والمستقلين (علي الدقباسي وحسين مزيد وعبد الله راعي الفحماء وغانم الميع والنائب صالح عاشور). على أن يتم هذا بجلسة أخرى تعقد في يوم 22 يناير 2008.
في يوم الثلاثاء الموافق 22 يناير 2008 تم عقد جلسة طرح الثقة بوزيرة التربية نورية الصبيح، بدأت الجلسة بإقرار مضبطة جلسة الاستجواب، ثم قام النائب جابر المحيلبي بالاعتراض على كلام النائب علي الراشد وطالب بشطبه حيث رفض النائب جابر المحيلبي وصف طرح الثقة كأنه حكم على الوزيرة بأنها كافرة أو مسلمة وهذا مرفوض. ثم بدأت المناقشة بين 4 نواب اثنين مؤيدين لطرح الثقة وهما النائب عبد الله العجمي والنائب ضيف الله بورمية، واثنين معارضين لطرح الثقة وهما النائب أحمد المليفي والنائب مرزوق الغانم. انتهت الجلسة بتجديد الثقة بالوزيرة نورية الصبيح حيث وقع على طلب طرح الثقة 19 نائب وهو أقل من العدد المطلوب الذي يجب أن يتعدى 25 عضوا، وصوت 27 نائبا لصالح الوزيرة، واثنين امتنعوا عن التصويت.

## وصلات خارجية
- مقال يوضح الجدل الذي أثاره الإسلاميين
- موقع وزارة التربية